# Даніель Міколаєвський
Даніель Міколаєвський (пол. Daniel Mikołajewski, нар. 24 січня 2006, Нінбург, Німеччина) — польський футболіст, нападник італійського клубу «Парма».
На правах оренди грає за польський «Заглемб'є» (Любін).

## Ігрова кар'єра

### Клубна
Даніель Міколаєвський народився в Німеччині. Займатися футболом почав в молодіжних командах польських клубів з Поморського воєводства, серед яких була молодіжка гданської «Лехії». Ще два роки футболіст грав за молодіжну команду познанського «Леха».
Взимку 2022 року Міколаєвський проходив перегляд у стані італійської «Роми». Та влітку того року нападник приєднався до іншого клубу з Італії — до «Парми». Даніель був включений до складу Прімавери «Парми», а пізніше він пройшов через інші вікові категорії клубних команд, де відзначався високою результативністю.
Перед початком сезону 2024/25 Міколаєвського перевели до першої клубної команди, але в перших матчах чемпіонату залишався на лаві запасних. У вересні 2024 року нападник повернувся до Польщі, де на правах оренди приєднався до клубу Екстракласи «Заглемб'є» (Любін). 29 вересня 2024 року у матчі проти «Радом'яка» Міколаєвський дебютував у польському чемпіонаті.

### Збірна
З 2021 року Даніель Міколаєвський виступає за юнацькі збірні Польщі.
У 2023 році в складі збірної Польщі (U-17) Міколаєвський брав участь у юнацькому Євро в Угорщині. Восени того ж року він грав на юнацькій першості світу (U-17) в Індонезії.